# Asparagus mariae
Asparagus mariae är en sparrisväxtart som först beskrevs av Anna Amelia Obermeyer, och fick sitt nu gällande namn av Fellingham och N.L.Mey. Asparagus mariae ingår i släktet sparrisar, och familjen sparrisväxter. Inga underarter finns listade i Catalogue of Life.